# Garchen Rinpoche

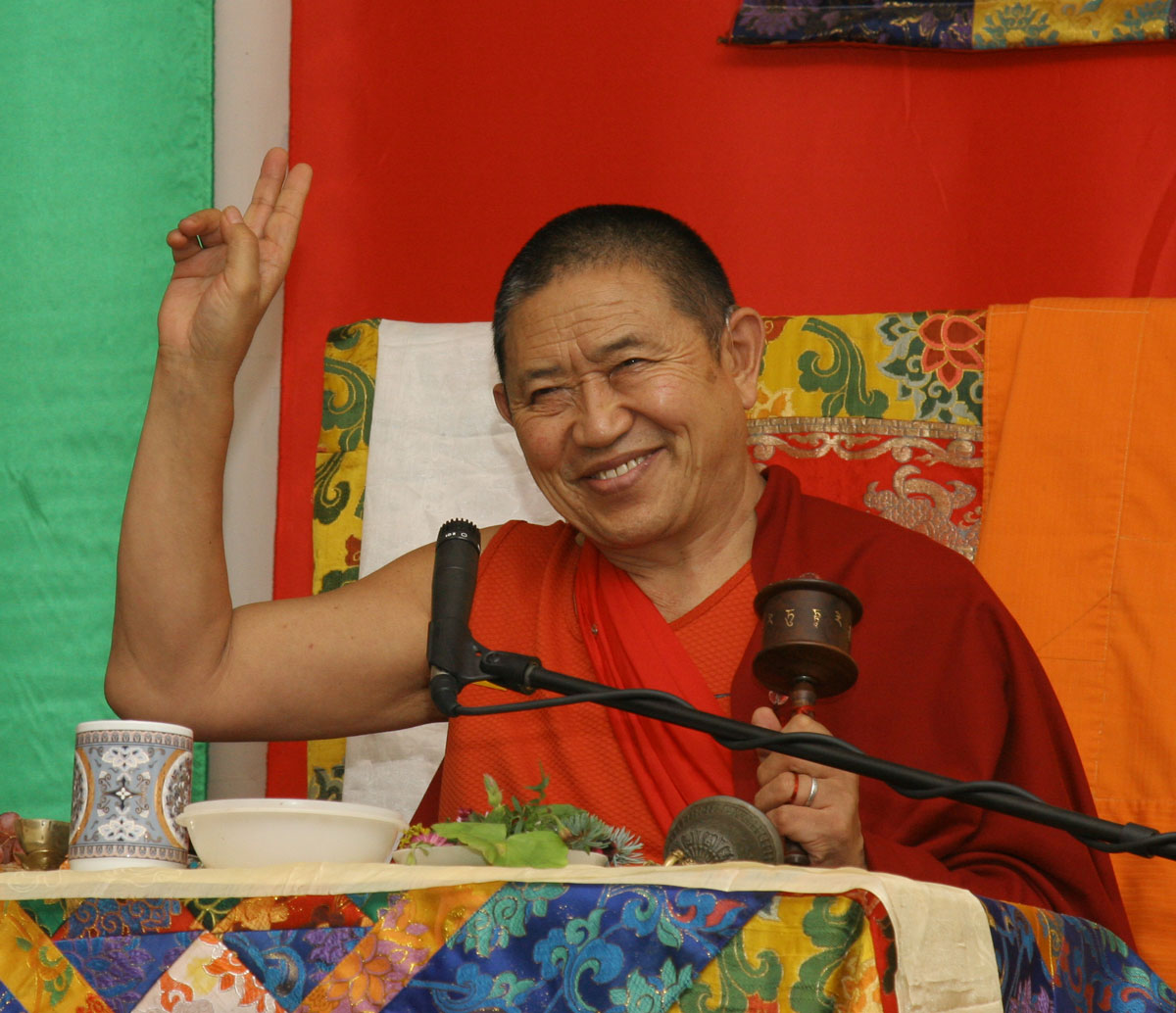
Garchen Rinpoche

Garchen Triptrul Rinpoche đản sinh vào năm 1936 ở Nangchen, miền đông Tây Tạng. Ngài thuộc dòng Drikung Kagyu. Đức Vua của Nangchen đích thân lãnh nhận trách nhiệm để tìm kiếm tái sinh của đức Garchen Rinpoche trước, Trinle Yongkhyab. Đức Garchen Rinpoche hiện nay được phát hiện và tôn phong bởi đức Drikung Kyabgon Zhiwe Lodro - Bậc Thủ Ngôi thứ 36 dòng truyền thừa Drikung Kagyu.

## Cuộc đời
Garchen Rinpoche được đem đến Tu viện Lho Miyal lúc bảy tuổi, là nơi mà Ngài được cúng dường những bộ lễ phục và những thứ khác. Được dẫn đến một điện thờ lưu giữ nhiều hình ảnh của những Đạo Sư dòng truyền thừa, Ngài được hỏi để xác nhận Đạo Sư của mình. Ngài chỉ vào một tấm ảnh của Kyobpa Jigten Sumgon và nói rằng "Vị này là Đạo Sư của ta." Vì thế, mọi người tin rằng Ngài là một tái sinh thực sự của đấng trì giữ dòng truyền Gar.
Đạo Sư Garchen Rinpoche là một trong các vị Đạo Sư quan trọng của dòng truyền thừa Drikung Kagyu. Dòng tương tục các tái sinh của Garchen Rinpoche có thể được truy tìm ngược lại từ thời Gardampa Chödingpa, là một trong các đệ tử của Đấng Bảo Hộ Jigten Sumgön vĩ đại.
Dưới sự dạy dỗ của Chime Dorje, Rinpoche đã thọ nhận nhiều giáo lý. Ở độ tuổi 13 Ngài thọ nhận những giáo lý của dòng truyền Drikung Kagyu từ Lho Thubten Nyingpo Rinpoche của Lho Lunkargon. Ngài đã nhận khẩu truyền, luận giảng và quán đảnh về Đại Thủ Ấn và Sáu Yoga của Naropa. Ngài đã hoàn thành những thực hành tiên yếu và hoàn tất khóa nhập thất ba năm.
Ngài sau đó ẩn tu hai mươi năm, cho đến thời gian Ngài gặp được Khenpo Munsel, một đệ tử vĩ đại của Nyingma Khenpo Ngagchung lừng danh. Từ Khenpo Munsel Ngài thọ nhận giáo lý Dzogchen và tham gia vào thực hành các pháp tu bí mật. Khenpo Munsel đã ngạc nhiên bởi thành tựu vĩ đại của Rinpoche và ngợi khen Ngài rằng "Ngài là một hiện thân bồ tát vĩ đại"

## Công lao
Ngoài ra, Garchen Rinpoche vẫn đảm nhận trách nhiệm tái thiết lại nhiều tu viện Drikung Kagyu ở miền Đông Tây Tạng, cũng đồng thời Ngài toàn tâm ban tặng những giáo lý thâm diệu của dòng truyền thừa cho những người khác.
Những năm gần đây, Rinpoche thiết lập Ari Gar Zangchup Choling, một trung tâm ở Mỹ quốc để dạy dỗ và thực hành Pháp Bụt. Đặc biệt, Ngài là trụ trì của Khóa tu trì 100 triệu biến A DI Đà được tổ chức hàng năm tại Singapore. Garchen Rinpoche rất lưu tâm và khiêm hạ với tất cả mọi người bất kể địa vị, tuổi tác và giới tính. Lời khuyên của Ngài cho những ai uống rượu, hút thuốc, cờ bạc và tham gia vào những hoạt động sai trái rất có hiệu quả cho việc chỉnh sửa đúng lại tư cách của họ. Ngài không ngừng nỗ lực vì lợi ích của những người khác và đã nhận được sự tôn kính lớn lao từ cộng đồng.